# 宋佳媛
宋佳媛（1997年9月15日—），中国女子田径运动员，主攻铅球，2016年世界U20田径锦标赛女子铅球银牌得主、2019年亚洲田径锦标赛女子铅球铜牌得主、2022年亞洲運動會女子铅球银牌得主。